# Jörg-Andreas Krüger
Jörg-Andreas Krüger (* 1968 in Göttingen) ist studierter Landschaftsarchitekt und Verbandsfunktionär, der seit November 2019 als Präsident des Naturschutzbundes Deutschlands (NABU) amtiert.

## Ausbildung
Jörg-Andreas Krüger gehört dem NABU seit 1982 als Mitglied an und absolvierte seinen Zivildienst bei der Naturschutzorganisation. Nach einer im Jahr 1989 abgeschlossenen Ausbildung zum Verwaltungsbeamten studierte er von 1992 bis 1998 Landschaftsarchitektur an der Fachhochschule Freising mit dem Abschluss als Diplom-Ingenieur.
Krüger hat in seiner Zeit als Naturschutzreferent des NABU Niedersachsen Anfang der 2000er Jahre die deutsche Jägerprüfung abgelegt und ist seither aktiver Jäger.

## Beruflicher Werdegang
Nach seinem Studium arbeitete Krüger für Christian Magerl, Abgeordneter der Grünen im Bayerischen Landtag aus Freising.

### NABU
1999 wechselte Krüger zum NABU Niedersachsen und leitete von 2004 bis 2013 den Fachbereich für Naturschutz- und Umweltpolitik im NABU-Bundesverband, ab 2010 zusätzlich in der Funktion als stellvertretender Bundesgeschäftsführer.

### Wechsel zum WWF
Beginnend im September 2013 war Krüger für den WWF tätig, zunächst als Fachbereichsleiter Biodiversität und ab Juli 2017 bis zu seinem Ausscheiden im Oktober 2019 als Mitglied der Geschäftsleitung des WWF. Die Schwerpunkte seiner Arbeit beim WWF bildeten „die Entwicklung und Umsetzung von politischen Strategien zur Energie-, Klimaschutz- und Landwirtschaftspolitik, zum Schutz und Erhalt von Wäldern und von Süßwasser-Ökosystemen sowie die Arbeit in Märkten und die Zusammenarbeit mit Unternehmen.“

### Rückkehr zum NABU
Krüger wurde am 9. November 2019 auf der Bundesvertreterversammlung des NABU einstimmig zum neuen NABU-Präsidenten gewählt. Sein Vorgänger Olaf Tschimpke hatte nach 16 Jahren im Amt nicht mehr kandidiert. Bei der Landesvertreterversammlung des NABU Brandenburg sagte Krüger kurz nach seiner Wahl: „Natur- und Klimaschutz sind heute so wichtig wie nie zuvor. Immer mehr Menschen begreifen, dass die Zukunft ihrer Lebensgrundlagen auf dem Spiel steht. Sie fühlen sich zu Recht persönlich betroffen vom Bienen- und Insektensterben, von Plastikmüll, Ressourcenverschwendung und Klimawandel. [...] Die Menschen wollen, dass sich etwas ändert.“